# Mischa Meier
Mischa Meier (13 juin 1971 à Dortmund, Allemagne) est un historien allemand.

## Biographie
En 2012, Mischa Meier est professeur d'histoire à l'université Eberhard Karl de Tübingen.
Il a reçu le prix Aby-Warburg-Stiftung 2012.

## Œuvres
- (de) Justinian
- (de) Anastasios I. die Entstehung des byzantinischen Reiches andere Zeitalter Justinians Kontingenzerfahrung und Kontingenzbewältigung im 6. Jahrhundert n. Chr.
- (de) Anekdota : Geheimgeschichte des Kaiserhofs von Byzanz
- (de) Aristokraten und Damoden Untersuchungen zur inneren Entwicklung Spartas im 7. Jahrhundert v. Chr. und zur politischen Funktion der Dichtung des Tyrtaios
- (de) Aufruhr, Katastrophe, Konkurrenz, Zerfall : bedrohte Ordnungen als Thema der Kulturwissenschaften
- (de) August 410 - ein Kampf um Rom
- (de) Caesar und das Problem der Monarchie in Rom
- (de) (avec Steffen Patzold), Chlodwigs Welt. Organisation von Herrschaft um 500 (= Roma aeterna., vol. 3), Steiner, Stuttgart, 2014,  (ISBN 978-3-515-10853-9).
- (de) Pest. Die Geschichte eines Menschheitstraumas, Klett-Cotta, Stuttgart, 2005.  (ISBN 3-608-94359-5)
- (de) Sie schufen Europa. Historische Portraits von Konstantin bis Karl dem Großen, Beck, Munich, 2007.  (ISBN 978-3-406-55500-8).